# Олимпийский комитет Кении
Национальный олимпийский комитет Кении (англ. National Olympic Committee of Kenya) — организация, представляющая Кению в международном Олимпийском движении. Комитет основан в 1955 году со штаб-квартирой в Найроби. Национальный олимпийский комитет представляет страну в международном олимпийском комитете. Основной задачей комитета является развитие спорта в Кении и подготовку кенийских спортсменов для участия в олимпийских играх. Организация является членом ассоциации национальных олимпийских комитетов Африки.
Нынешним президентом комитета является олимпийский чемпион Кипчоге Кейно.